# 1685 en droit
Chronologie en droit

Cet article présente les faits marquants de l'année 1685 en droit.

## Événements
- 5 mars : promulgation du « Code Noir » aux Antilles françaises, qui traite de l’administration des îles et règlemente le statut des esclaves noirs[1]. Le code officialise l'expulsion des Juifs des îles françaises, notamment ceux établis à la Martinique[2].

- 10 mars, Québec : le Conseil souverain perd son droit de faire des règlements de « police générale » en l’absence du gouverneur et de l’intendant[3].

- 7 mai : le pape Innocent XI limite l'exterritorialité dont bénéficient les ambassades à Rome, ce qui provoque une querelle au sujet des franchises du quartier des ambassadeurs (1687)[4].

- 8 juin : Jacques de Meulles, intendant de la Nouvelle-France, autorise la mise en circulation de la monnaie de carte[5]. Elle sera utilisée jusqu’en 1686 et entre 1689 et 1714 (jusqu’au XIXe siècle, les pièces de monnaie en usage proviennent de divers pays, au gré des échanges économiques : pièces françaises, anglaises, espagnoles, mexicaines, puis américaines. Les pièces canadiennes ne font leur apparition que dans les années 1810).

- 6 juillet : le théologien espagnol Miguel de Molinos, un des principaux fondateurs du quiétisme, est arrêté à Rome. Sa doctrine est condamnée par la bulle Cœlestis Pastor du 20 novembre 1687[6].

- 23 août : traité de la Haye entre les Provinces-Unies et Frédéric-Guillaume Ier de Brandebourg contre la politique impérialiste de Louis XIV[7].

- 30 août : traité de paix et de commerce entre le bey de Tunis et la France[8]. Les Tunisiens libèrent deux cents esclaves chrétiens, s’engagent à verser une indemnité et acceptent la présence d’un consul français. Ils rendent le comptoir du cap Nègre (traité du 28 août)[9].

- 18 octobre : édit de Fontainebleau qui révoque l'Édit de Nantes[10].

- 8 novembre : édit de Potsdam, le Brandebourg accueille les huguenots français, qui contribuent à l’essor prussien[11].

- 20 novembre : prorogation du Parlement d'Angleterre[12]. Devant le risque de guerre civile, le Parlement vote une subvention massive permettant à Jacques II d’établir une grande armée permanente (1686). Il refuse d'abolir le Test Act.

## Naissances
- 3 septembre : Everard Otto, jurisconsulte allemand, professeur à l'université d'Utrecht (décédé le 20 juillet 1756.